# 有紀かな
有紀 かな（ゆうき かな、1992年10月9日 - ）は、日本の元AV女優。東京都出身。

## 略歴・人物
2011年にデビューしたビデオメーカー・プレステージの専属AV女優である。

## 主な出演作品

### イメージビデオ
2011年
- 君が好き（5月27日、メディアブランド）
- 内緒のデート（8月8日、メディアブランド）

### アダルトビデオ
2011年
- 続・素人娘、お貸しします。 VOL.30（9月22日、プレステージ、MAS-050）
- NEW REC CASE-12（10月20日、プレステージ、NRE-012）
- 一泊二日、美少女完全予約制。 13 〜有紀かなの場合〜（11月2日、プレステージ、ABS-061）
- おかげさまで10周年!! プレステージ専属女優、9にん!!まるごと!!お貸しします。（12月1日、プレステージ、TAP-001）
- 従順ペット候補生 #013（12月13日、プレステージ、INU-029）

2012年
- ENJOY HI-SCHOOL 04（1月20日、プレステージ、ABS-077）
- WATER POLE 12（2月10日、プレステージ、WPC-012）
- やりたい放題 22（3月1日、プレステージ、DOM-036）
- 奴隷ソープ嬢（4月3日、プレステージ、INU-037）
- 僕を誘惑する、可愛い過ぎる妹（5月2日、プレステージ、ABS-108）
- 出張、全裸家政婦。（6月1日、プレステージ、ABS-118）
- 有紀かなと野外でいいことしましょ（7月3日、プレステージ、ABS-129）